# تامی هانان
تامی هانان (به انگلیسی: Tommy Hannan) (زادهٔ ۱۴ ژانویهٔ ۱۹۸۰) شناگر اهل ایالات متحده آمریکا است.